# A Debreceni VSC 2006–2007-es szezonja
A Debreceni VSC 2006–2007-es szezonja szócikk a Debreceni VSC első számú férfi labdarúgócsapatának egy szezonjáról szól, mely sorozatban a 14., összességében pedig a 29. idénye a csapatnak a magyar első osztályban. A klub fennállásának ekkor volt a 104. évfordulója.

## Mérkőzések
| Színmagyarázat | Színmagyarázat |
| -------------- | -------------- |
|                | Győzelem.      |
|                | Döntetlen.     |
|                | Vereség.       |

### Bajnokok Ligája
2. selejtezőkör
| 2006. július 26. 20:45 |

| Debreceni VSC            | 1 – 1   | FK Rabotnicski                                              |
| ------------------------ | ------- | ----------------------------------------------------------- |
| Zsolnai 47' 39' Máté 15' | (0 – 1) | Stankovski 45' 37' Pačovski 71' Jeremic 23' Stepanovski 52' |

| Oláh Gábor utcai stadion, Debrecen Nézőszám: 10 000 Játékvezető: Oleh Oriekhov (ukrán) |

| 2006. augusztus 2. 20:00 |

| FK Rabotnicski                                             | 4 – 1   | Debreceni VSC                                                      |
| ---------------------------------------------------------- | ------- | ------------------------------------------------------------------ |
| Nedžipi 21' Pejčić 35' Trajcov 42' Abrilio 56' Jeremic 27' | (3 – 1) | Sidibe 20' 50′ Halmosi 23′, 42′ Dzsudzsák 45' Éger 50' Bernáth 17' |

| Philip II Aréna, Szkopje Nézőszám: 8 000 Játékvezető: Damir Skomina (szlovén) |

### Borsodi Liga 2006–07

#### Őszi fordulók
| 1. forduló 2006. július 29. 20:00 |

| Debreceni VSC                              | 2 – 1               | Pécsi MFC           |
| ------------------------------------------ | ------------------- | ------------------- |
| Sidibe 9' Kiss 47' Balogh 32' Szatmári 63' | (1 – 1) Jegyzőkönyv | Pest 40' Lantos 68' |

| Oláh Gábor utcai stadion, Debrecen Nézőszám: 5 000 Játékvezető: Török Károly (magyar) |

| 2. forduló 2006. augusztus 6. 17:30 |

| Paksi FC                             | 0 – 0               | Debreceni VSC          |
| ------------------------------------ | ------------------- | ---------------------- |
| Molnár 20′, 78′ Tamási 35' Fehér 85′ | (0 – 0) Jegyzőkönyv | Éger 35' Komlósi 90+1' |

| Fehérvári úti stadion, Paks Nézőszám: 5 000 Játékvezető: Bede Ferenc (magyar) |

| 3. forduló 2006. augusztus 21. 18:00 |

| Debreceni VSC                            | 3 – 0               | Vasas |
| ---------------------------------------- | ------------------- | ----- |
| Halmosi 9' Éger 66' (11-esből) Virág 90' | (1 – 0) Jegyzőkönyv |       |

| Oláh Gábor utcai stadion, Debrecen Nézőszám: 7 000 Játékvezető: Arany Tamás (magyar) |

| 4. forduló 2006. augusztus 25. 19:00 |

| Kaposvári Rákóczi                     | 1 – 2               | Debreceni VSC                                                        |
| ------------------------------------- | ------------------- | -------------------------------------------------------------------- |
| Andruskó 55' Grúz 33' Kovácsevics 57' | (0 – 1) Jegyzőkönyv | Bogdanović 15' Kiss 87' Bernáth 47' Virág 51' Sidibe 55' Hegedűs 86' |

| Rákóczi Stadion, Kaposvár Nézőszám: 2 800 Játékvezető: Vad II. István (magyar) |

| 5. forduló 2006. szeptember 11. 18:00 |

| Debreceni VSC                                                  | 4 – 0               | Dunakanyar-Vác |
| -------------------------------------------------------------- | ------------------- | -------------- |
| Brnović 22' 48' Dzsudzsák 51' Sidibe 90' Vukmir 18' Sándor 60' | (1 – 0) Jegyzőkönyv | Laskai 45'     |

| Oláh Gábor utcai stadion, Debrecen Nézőszám: 6 000 Játékvezető: Bede Ferenc (magyar) |

| 6. forduló 2006. szeptember 15. 19:00 |

| Debreceni VSC                                    | 2 – 1               | Budapest Honvéd                                   |
| ------------------------------------------------ | ------------------- | ------------------------------------------------- |
| Brnović 24' 19' Sándor 26' Madar 83' Bernáth 90' | (2 – 0) Jegyzőkönyv | Dobos 74' Bila 10' Csobánki 20' Debreceni 6′, 37′ |

| Oláh Gábor utcai stadion, Debrecen Nézőszám: 6 500 Játékvezető: Fábián Mihály (magyar) |

| 7. forduló 2006. szeptember 23. 15:00 |

| FC Tatabánya                                           | 2 – 1               | Debreceni VSC          |
| ------------------------------------------------------ | ------------------- | ---------------------- |
| Ndjodo 24' Megyesi 68' Jezdimirović 40' Kouemaha 90+4' | (1 – 0) Jegyzőkönyv | Sándor 70' Komlósi 67' |

| Városi Stadion, Tatabánya Nézőszám: 3 000 Játékvezető: Gergely Sándor (magyar) |

| 8. forduló 2006. szeptember 30. 18:00 |

| Debreceni VSC                                                | 3 – 1               | FC Fehérvár                                |
| ------------------------------------------------------------ | ------------------- | ------------------------------------------ |
| Sidibe 16' 51' 90' Sándor 85′, 87′ Komlósi 90' Bernáth 90+2' | (1 – 0) Jegyzőkönyv | Sitku 61' Györök 28' Kuttor 86' Terjék 86' |

| Oláh Gábor utcai stadion, Debrecen Nézőszám: 7 000 Játékvezető: Vad II. István (magyar) |

| 9. forduló 2006. október 14. 15:00 |

| MTK Budapest | 1 – 0               | Debreceni VSC                          |
| ------------ | ------------------- | -------------------------------------- |
| Kanta 68'    | (0 – 0) Jegyzőkönyv | Szatmári 10' Dzsudzsák 54' Brnović 77' |

| Hidegkuti Nándor Stadion, Budapest Nézőszám: 2 500 Játékvezető: Solymosi Péter (magyar) |

| 10. forduló 2006. október 20. 19:00 |

| Debreceni VSC | 1 – 1               | Diósgyőr                          |
| ------------- | ------------------- | --------------------------------- |
| Sándor 26'    | (1 – 0) Jegyzőkönyv | Simon 81' Mogyorósi 66' Douva 77' |

| Oláh Gábor utcai stadion, Debrecen Nézőszám: 8 500 Játékvezető: Iványi Zoltán (magyar) |

| 11. forduló 2006. október 28. 15:00 |

| Győri ETO  | 0 – 0               | Debreceni VSC |
| ---------- | ------------------- | ------------- |
| Kovács 62' | (0 – 0) Jegyzőkönyv |               |

| Nádorvárosi Stadion, Győr Nézőszám: 2 500 Játékvezető: Bede Ferenc (magyar) |

| 12. forduló 2006. november 6. 18:00 |

| Debreceni VSC | 0 – 2               | Újpest                                              |
| ------------- | ------------------- | --------------------------------------------------- |
| Sándor T. 7'  | (0 – 0) Jegyzőkönyv | Sándor Gy. 46' Rajczi 61' 65' Erős 13' Korcsmár 70' |

| Oláh Gábor utcai stadion, Debrecen Nézőszám: 8 000 Játékvezető: Fábián Mihály (magyar) |

| 13. forduló 2006. november 11. 13:30 |

| Rákospalotai EAC | 1 – 3               | Debreceni VSC             |
| ---------------- | ------------------- | ------------------------- |
| Pusztai 58'      | (0 – 0) Jegyzőkönyv | Dombi 49' Zsolnai 65' 76' |

| Budai II László Stadion, Budapest Nézőszám: 800 Játékvezető: Arany Tamás (magyar) |

| 14. forduló 2006. november 18. 15:00 |

| Debreceni VSC              | 3 – 1               | Zalaegerszegi TE |
| -------------------------- | ------------------- | ---------------- |
| Zsolnai 11' 13' Sidibe 86' | (2 – 1) Jegyzőkönyv | Józsi 26'        |

| Oláh Gábor utcai stadion, Debrecen Nézőszám: 7 500 Játékvezető: Andó-Szabó Sándor (magyar) |

| 15. forduló 2006. november 25. 16:00 |

| FC Sopron                                                 | 1 – 6               | Debreceni VSC                                                                |
| --------------------------------------------------------- | ------------------- | ---------------------------------------------------------------------------- |
| Birtalan 6' Feczesin 42' Demjén 49' Radu 63' Munteanu 67' | (1 – 2) Jegyzőkönyv | Kiss 17' 43' Halmosi 23' Leandro 68' Sidibe 75' 89' Zsolnai 84' Szatmári 40' |

| Káposztás utcai Stadion, Sopron Nézőszám: 2 000 Játékvezető: Szabó Zsolt (magyar) |

| 16. forduló 2006. december 2. 15:00 |

| Pécsi MFC                            | 0 – 2               | Debreceni VSC                                 |
| ------------------------------------ | ------------------- | --------------------------------------------- |
| Pavičević 31' Kulcsár 42' Bajúsz 90' | (0 – 1) Jegyzőkönyv | Leandro 21' Sidibe 90+2' Sándor 71' Virág 76' |

| PMFC Stadion, Pécs Nézőszám: 1 300 Játékvezető: Iványi Zoltán (magyar) |

| 17. forduló 2006. december 10. 15:00 |

| Debreceni VSC                      | 1 – 0               | Paksi FC                                 |
| ---------------------------------- | ------------------- | ---------------------------------------- |
| Ferreira 85' Vukmir 8' Leandro 88' | (0 – 0) Jegyzőkönyv | Tamási 11' Tóth 63' Buzás 90' Kiss 90+2' |

| Oláh Gábor utcai stadion, Debrecen Nézőszám: 7 000 Játékvezető: Arany Tamás (magyar) |

#### Tavaszi fordulók
| 18. forduló 2007. február 23. 19:00 |

| Vasas                                          | 0 – 1               | Debreceni VSC                       |
| ---------------------------------------------- | ------------------- | ----------------------------------- |
| Unierzyski 24' Piller 52' Lázok 66' Pintér 80' | (0 – 0) Jegyzőkönyv | Tchana 85' Sidibe 27' Dzsudzsák 64' |

| Illovszky Rudolf Stadion, Budapest Nézőszám: 600 Játékvezető: Andó-Szabó Sándor (magyar) |

- A jegyzőkönyvből nem derül ki a gólszerző.

| 19. forduló 2007. március 5. 18:00 |

| Debreceni VSC                                 | 1 – 0               | Kaposvári Rákóczi    |
| --------------------------------------------- | ------------------- | -------------------- |
| Sidibe 71' Leandro 58' Kiss 76' Dzsudzsák 90' | (0 – 0) Jegyzőkönyv | Oláh 20' Bozović 29' |

| Oláh Gábor utcai stadion, Debrecen Nézőszám: 7 000 Játékvezető: Fábián Mihály (magyar) |

| 20. forduló 2007. március 10. 16:00 |

| Dunakanyar-Vác                      | 1 – 3               | Debreceni VSC              |
| ----------------------------------- | ------------------- | -------------------------- |
| Palásthy 84' Kulcsár 26' Makrai 75' | (0 – 2) Jegyzőkönyv | Sidibe 9' 45' Sztojkov 60' |

| Ligeti Stadion, Vác Nézőszám: 1 500 Játékvezető: Berger József (magyar) |

| 21. forduló 2007. március 16. 19:00 |

| Budapest Honvéd                                         | 2 – 1               | Debreceni VSC                                              |
| ------------------------------------------------------- | ------------------- | ---------------------------------------------------------- |
| Hercegfalvi 54' Ndjodo 59' Smiljanić 15′, 75′ Tomić 88' | (0 – 0) Jegyzőkönyv | Sidibe 75' Bernáth 52' Vukmir 56' Sándor 84' Komlósi 90+2′ |

| Bozsik József Stadion, Budapest Nézőszám: 5 500 Játékvezető: Solymosi Péter (magyar) |

| 22. forduló 2007. március 30. 19:00 |

| Debreceni VSC                       | 2 – 0               | FC Tatabánya   |
| ----------------------------------- | ------------------- | -------------- |
| Sidibe 23' 50' Bíró 55' Zsolnai 88' | (1 – 0) Jegyzőkönyv | Juan Pérez 66' |

| Oláh Gábor utcai stadion, Debrecen Nézőszám: 6 000 Játékvezető: Havrilla Richárd (magyar) |

| 23. forduló 2007. április 6. 19:00 |

| FC Fehérvár | 0 – 4               | Debreceni VSC                                                         |
| ----------- | ------------------- | --------------------------------------------------------------------- |
|             | (0 – 2) Jegyzőkönyv | Leandro 28' 40' Lattenstein 38' (öngól) Dzsudzsák 56' 70' Bernáth 64' |

| Sóstói Stadion, Székesfehérvár Nézőszám: 1 652 Játékvezető: Bede Ferenc (magyar) |

| 24. forduló 2007. április 14. 15:00 |

| Debreceni VSC                       | 3 – 0               | MTK Budapest                               |
| ----------------------------------- | ------------------- | ------------------------------------------ |
| Komlósi 41' Sztojkov 50' Sidibe 65' | (1 – 0) Jegyzőkönyv | Pintér 37' Szabó 47' Lipcsei 58' Pál 90+2' |

| Oláh Gábor utcai stadion, Debrecen Nézőszám: 10 500 Játékvezető: Solymosi Péter (magyar) |

| 25. forduló 2007. április 20. 19:00 |

| Diósgyőr             | 1 – 5               | Debreceni VSC                                            |
| -------------------- | ------------------- | -------------------------------------------------------- |
| Simon 56' Huszák 66' | (0 – 3) Jegyzőkönyv | Dzsudzsák 8' 62' Leandro 29' 26' Mészáros 38' Sidibe 70' |

| DVTK-stadion, Miskolc Nézőszám: 8 000 Játékvezető: Andó-Szabó Sándor (magyar) |

| 26. forduló 2007. április 28. 18:00 |

| Debreceni VSC                           | 3 – 0               | Győri ETO                        |
| --------------------------------------- | ------------------- | -------------------------------- |
| Sztojkov 67' (11-esből) 75' Komlósi 74' | (0 – 0) Jegyzőkönyv | Pákolicz 59' Varga 67' Rózsi 78' |

| Oláh Gábor utcai stadion, Debrecen Nézőszám: 8 000 Játékvezető: Alexandru Deaconu (magyar) |

- A jegyzőkönyvből nem derülnek ki a gólszerzők.

| 27. forduló 2007. május 4. 19:00 |

| Újpest                                                   | 2 – 0               | Debreceni VSC                                    |
| -------------------------------------------------------- | ------------------- | ------------------------------------------------ |
| Sándor 1' 55' Kovács 53' 53' Vaskó 48' Habi 62' Füzi 88' | (1 – 0) Jegyzőkönyv | Komlósi 14′, 73′ Sidibe 29' Kiss 72' Bernáth 79' |

| Szusza Ferenc Stadion, Budapest Nézőszám: 3 421 Játékvezető: Fábián Mihály (magyar) |

| 28. forduló 2007. május 14. 18:00 |

| Debreceni VSC                                           | 4 – 1               | Rákospalotai EAC                   |
| ------------------------------------------------------- | ------------------- | ---------------------------------- |
| Szilágyi 7' Leandro 28' 72' Dzsudzsák 82' 81' Dombi 21' | (2 – 0) Jegyzőkönyv | Nyerges 55' Cseri 10' Polonkai 32' |

| Oláh Gábor utcai stadion, Debrecen Nézőszám: 10 500 Játékvezető: Berger József (magyar) |

| 29. forduló 2007. május 18. 19:00 |

| Zalaegerszegi TE    | 0 – 1               | Debreceni VSC                       |
| ------------------- | ------------------- | ----------------------------------- |
| Csóka 63' Varga 80' | (0 – 0) Jegyzőkönyv | Leandro 51' Vukmir 54' Sztojkov 80' |

| ZTE Aréna, Zalaegerszeg Nézőszám: 3 500 Játékvezető: Szabó Zsolt (magyar) |

| 30. forduló 2007. május 26. 17:00 |

| Debreceni VSC                       | 2 – 1               | FC Sopron |
| ----------------------------------- | ------------------- | --------- |
| Dzsudzsák 25' Sándor 71' Vukmir 90' | (1 – 1) Jegyzőkönyv | Cigan 37' |

| Oláh Gábor utcai stadion, Debrecen Nézőszám: 10 500 Játékvezető: Iványi Zoltán (magyar) |

#### A bajnokság végeredménye
| #  | Csapat            | J  | Gy | D  | V  | Rg | Kg | Gk  | P  | Megjegyzés      |
| -- | ----------------- | -- | -- | -- | -- | -- | -- | --- | -- | --------------- |
| 1  | Debreceni VSC     | 30 | 22 | 3  | 5  | 63 | 21 | +42 | 69 | Bajnokok ligája |
| 2  | MTK Budapest      | 30 | 19 | 4  | 7  | 61 | 33 | +28 | 61 | UEFA-kupa       |
| 3  | Zalaegerszegi TE  | 30 | 17 | 4  | 9  | 54 | 38 | +16 | 55 |                 |
| 4  | Újpest            | 30 | 15 | 4  | 11 | 39 | 32 | +7  | 46 | [ 3 ]           |
| 5  | Vasas             | 30 | 13 | 6  | 11 | 43 | 41 | +2  | 45 |                 |
| 6  | FC Fehérvár       | 30 | 13 | 5  | 12 | 45 | 43 | +2  | 44 |                 |
| 7  | Kaposvári Rákóczi | 30 | 12 | 5  | 13 | 40 | 36 | +4  | 41 |                 |
| 8  | Budapest Honvéd   | 30 | 11 | 8  | 11 | 48 | 43 | +5  | 41 | UEFA-kupa       |
| 9  | Diósgyőr          | 30 | 11 | 5  | 14 | 40 | 52 | -12 | 38 |                 |
| 10 | FC Sopron         | 30 | 11 | 4  | 15 | 33 | 46 | -13 | 37 |                 |
| 11 | Paksi FC          | 30 | 10 | 7  | 13 | 34 | 38 | -4  | 37 |                 |
| 12 | FC Tatabánya      | 30 | 11 | 3  | 16 | 46 | 58 | -12 | 36 |                 |
| 13 | Győri ETO         | 30 | 9  | 8  | 13 | 37 | 43 | -6  | 35 |                 |
| 14 | Rákospalotai EAC  | 30 | 9  | 7  | 14 | 42 | 55 | -13 | 34 |                 |
| 15 | Pécsi MFC         | 30 | 7  | 12 | 11 | 31 | 41 | -10 | 33 | Kieső           |
| 16 | Dunakanyar-Vác    | 30 | 4  | 7  | 19 | 21 | 57 | -36 | 19 | Kieső           |

1. ↑  A Bajnokok Ligája selejtezőjének második körébe jut
2. ↑  Az UEFA-kupa selejtezőjének első fordulójába jut
3. ↑  az Újpest FC 3 pont levonást kapott
4. ↑  Az UEFA-kupa selejtezőjének első fordulójába jut (Magyar Kupa győztesként)

#### Eredmények összesítése
Az alábbi táblázatban összesítve szerepelnek a Debreceni VSC 2006/07-es bajnokságban elért eredményei.
| Ősz/tavasz (forduló)    | Otthon | Otthon | Otthon | Otthon | Otthon | Otthon | Otthon | Idegenben | Idegenben | Idegenben | Idegenben | Idegenben | Idegenben | Idegenben |
| Ősz/tavasz (forduló)    | M      | GY     | D      | V      | LG–KG  | GK     | P      | M         | GY        | D         | V         | LG–KG     | GK        | P         |
| ----------------------- | ------ | ------ | ------ | ------ | ------ | ------ | ------ | --------- | --------- | --------- | --------- | --------- | --------- | --------- |
| Őszi szezon (1–15.)     | 9      | 7      | 1      | 1      | 19–7   | +12    | 22     | 8         | 4         | 2         | 2         | 14–6      | +8        | 14        |
| Tavaszi szezon (16–30.) | 6      | 6      | 0      | 0      | 15–2   | +13    | 18     | 7         | 5         | 0         | 2         | 15–6      | +9        | 15        |
| Összesen (1–30.)        | 15     | 13     | 1      | 1      | 34–9   | +25    | 40     | 15        | 9         | 2         | 4         | 29–12     | +17       | 29        |

#### Helyezések fordulónként
| Forduló  | 1  | 2 | 3  | 4  | 5  | 6  | 7 | 8  | 9 | 10 | 11 | 12 | 13 | 14 | 15 | 16 | 17 | 18 | 19 | 20 | 21 | 22 | 23 | 24 | 25 | 26 | 27 | 28 | 29 | 30 |
| -------- | -- | - | -- | -- | -- | -- | - | -- | - | -- | -- | -- | -- | -- | -- | -- | -- | -- | -- | -- | -- | -- | -- | -- | -- | -- | -- | -- | -- | -- |
| Helyszín | O  | I | O  | I  | O  | O  | I | O  | I | O  | I  | O  | I  | O  | I  | I  | O  | I  | O  | I  | I  | O  | I  | O  | I  | O  | I  | O  | I  | O  |
| Eredmény | GY | D | GY | GY | GY | GY | V | GY | V | D  | D  | V  | GY | GY | GY | GY | GY | GY | GY | GY | V  | GY | GY | GY | GY | GY | V  | GY | GY | GY |
| Helyezés | 6  | 6 | 3  | 2  | 1  | 1  | 3 | 3  | 3 | 3  | 3  | 5  | 4  | 3  | 3  | 3  | 2  | 2  | 2  | 1  | 2  | 1  | 1  | 1  | 1  | 1  | 1  | 1  | 1  | 1  |

Helyszín: O = Otthon; I = Idegenben. Eredmény: GY = Győzelem; D = Döntetlen; V = Vereség.

### Magyar kupa
4. forduló
| 2006. október 25. 13:30 |

| Nyíregyháza Spartacus | 0 – 2               | Debreceni VSC                                      |
| --------------------- | ------------------- | -------------------------------------------------- |
| Minczér 70' Vass 88'  | (0 – 0) Jegyzőkönyv | Virág 58' Dzsudzsák 80' 88' Vukmir 52' Leandro 59' |

| Nyíregyháza Nézőszám: 3 000 |

Nyolcaddöntő
| 2006. november 1. 13:30 |

| Dunaújváros FC | 0 – 1               | Debreceni VSC                     |
| -------------- | ------------------- | --------------------------------- |
|                | (0 – 0) Jegyzőkönyv | Halmosi 55' Sidibe 18' Balogh 22' |

| Dunaújváros Nézőszám: 1 000 |

| 2006. november 22. 16:30 |

| Debreceni VSC                                                        | 3 – 0               | Dunaújváros FC |
| -------------------------------------------------------------------- | ------------------- | -------------- |
| Annibal 22' (öngól) Zsolnai 53' 54' Kiss 50' Leandro 62' Halmosi 90' | (1 – 0) Jegyzőkönyv |                |

| Oláh Gábor utca, Debrecen Nézőszám: 5 000 Játékvezető: Perger (magyar) |

Negyeddöntő
| 2007. március 21. 18:00 |

| Újpest | 0 – 0               | Debreceni VSC |
| ------ | ------------------- | ------------- |
|        | (0 – 0) Jegyzőkönyv |               |

| Szusza Ferenc Stadion, Budapest Nézőszám: 4 000 Játékvezető: Gergely Sándor (magyar) |

| 2007. április 3. 18:00 |

| Debreceni VSC                                                           | 3 – 1               | Újpest                                      |
| ----------------------------------------------------------------------- | ------------------- | ------------------------------------------- |
| Kiss 13' Zsolnai 67' Dzsudzsák 81' Bernáth 15' Komlósi 83' Vukmir 90+2' | (1 – 1) Jegyzőkönyv | Tisza 36' Zaleh 21′, 59′ Vaskó 45' Erős 90' |

| Oláh Gábor utca, Debrecen Nézőszám: 8 000 Játékvezető: Szabó Zsolt (magyar) |

Elődöntő
| 2007. április 17. 18:00 |

| Diósgyőr   | 0 – 1               | Debreceni VSC             |
| ---------- | ------------------- | ------------------------- |
| Rubint 34' | (0 – 0) Jegyzőkönyv | Sidibe 85' 57' Takács 26' |

| DVTK-stadion, Miskolc Nézőszám: 7 000 Játékvezető: Gergely Sándor (magyar) |

| 2007. április 25. 18:00 |

| Debreceni VSC                | 2 – 2               | Diósgyőr                             |
| ---------------------------- | ------------------- | ------------------------------------ |
| Sztojkov 17' Komlósi 79' 53' | (1 – 0) Jegyzőkönyv | Kéthévoama 59' Farkas 89' Katona 42' |

| Oláh Gábor utcai stadion, Debrecen Nézőszám: 7 000 Játékvezető: Iványi Zoltán (magyar) |

Döntő
| 2007. május 9. |

| Debreceni VSC                                                                 | 3 – 5 (h. u.)                   | Budapest Honvéd                                                      |
| ----------------------------------------------------------------------------- | ------------------------------- | -------------------------------------------------------------------- |
| Zsolnai 69' Sidibe 97' (11-esből) 120' Vukmir 35' Bíró 76′, 113′ Komlósi 112' | (0 – 1, 1 – 1, 2 – 2) Részletek | Ivancsics 28' Szabó 103' (11-esből) 30' Benjamin 21' Pomper 63′, 97′ |

| Szusza Ferenc Stadion, Budapest Nézőszám: 6 880 Játékvezető: Bede Ferenc (magyar) |

- Tizenegyesekkel alakult ki a végeredmény.

### Szuperkupa
| Első mérkőzés 2006. július 17. 20:00 |

| FC Fehérvár               | 0 – 1   | Debreceni VSC                     |
| ------------------------- | ------- | --------------------------------- |
| Vincze 26′ Horváth G. 35' | (0 – 1) | Bogdanović 4' Éger 74' Máté 90+1' |

| Sóstói Stadion, Székesfehérvár Nézőszám: 3 000 Játékvezető: Bede Ferenc (magyar) |

| Visszavágó 2006. július 20. 20:00 |

| Debreceni VSC                                                                            | 2 – 1   | FC Fehérvár                                  |
| ---------------------------------------------------------------------------------------- | ------- | -------------------------------------------- |
| Dzsudzsák 53' Koller 88' (öngól) Szatmári 13' Halmosi 20' Dombi 42' Éger 70' Bernáth 75′ | (0 – 1) | Horváth G. 7' 72' Božić 11' Horváth F. 90+1' |

| Oláh Gábor utca, Debrecen Nézőszám: 8 000 Játékvezető: Fábián Mihály (magyar) |